# Assedio di Viana
L'assedio di Viana avvenne tra il febbraio e il marzo 1507 tra le forze del Regno di Navarra guidate da Cesare Borgia e i ribelli del conte di Lerin. L'episodio è ricordato perché vi trovò la morte il Duca Valentino.

## Storia

### Contesto
La battaglia avvenne nel più ampio contesto delle Guerre delle bande. Louis de Beaumont, conte di Lerin, si ribellò al re Giovanni III d'Albret, signore di Navarra, poiché si rifiutò di concedere agli aragonesi il castello di Viana, in ottemperanza al trattato sancito tra Ferdinando II d'Aragona e i monarchi navarresi. Infatti in cambio della concessione di alcune fortezze strategiche Ferdinando II avrebbe fatto cessare le ostilità tra Corona d'Aragona e Regno di Navarra.
Luigi fu un sostenitore di Ferdinando II ma non volle concedere il castello, per questo motivo la corona decise di espugnarlo con la forza e ripristinare il patrimonio regio.

### Il ruolo di Cesare Borgia
Fuggito dalla Spagna, Cesare Borgia si recò da suo cognato, re di Navarra, per chiedere asilo e protezione. Accolto come un principe si impegnò per riconquistare l'onore perduto prendendo parte alla guerra contro i ribelli.
Al comando delle truppe navarresi dal febbraio al marzo 1507 assediò il castello di Viana, ma il 12 marzo accorse a fermare degli insorti fuggiti che, con il favore delle tenebre e la loro superiorità numerica, assaltarono e uccisero il Duca Valentino, perso di vista dalle sue truppe. Fu poi ritrovato spogliato dei suoi averi da dei contadini tre giorni dopo l'accaduto.

### La fine della ribellione
Dopo la morte di Cesare Borgia, Giovanni III di Navarra proseguì con l'assedio e nella primavera del 1507 espugnò il castello. Il conte di Lerin fu accusato di tradimento e fuggì in Aragona dove morì l'anno successivo.